# Infinite Resonance
『infinite Resonance』（インフィニット・レゾナンス）は、日本の音楽ユニット・fripSideが2022年10月19日にNBCユニバーサル・エンターテイメントジャパンから発売した第3期1枚目(通算13枚目)のオリジナルアルバムである。

## 内容
オリジナルアルバムとしては第2期fripSideラストアルバム『infinite synthesis 6』から約7ヶ月ぶりのアルバム。第3期初のオリジナルアルバムである。

fripSide活動20周年記念コンセプトアルバム『double Decades』と同時発売された。

初回限定盤として『double Decades』と『infinite Resonance』のCD2枚とBlu-ray1枚のセットとなったものが発売され、通常盤としてCDのみの単体販売もされている。
初回限定盤には『infinite Resonance』のリード曲「infinite Resonance」のミュージック・ビデオとメイキング映像、今作のスポットCM映像を収録したBlu-rayが同梱されている。

## 収録曲
1. infinite Resonance [4:01]
作詞・作曲：八木沼悟志
編曲：八木沼悟志・齋藤真也
今作のリード曲。MVではゲストとして小島よしおが出演。
2. dawn of infinity [4:54]
作詞・作曲・編曲：八木沼悟志
第3期1stシングルの表題曲。
3. Flames [3:36]
作詞・作曲：八木沼悟志
編曲：八木沼悟志・齋藤真也
ボーカル：阿部寿世
阿部寿世ソロ曲。
4. Insoluble Snow [5:54]
作詞・作曲：八木沼悟志
編曲：八木沼悟志・齋藤真也
5. trust in you -version 2022- [4:45]
作詞：山下慎一狼・八木沼悟志
作曲：八木沼悟志
編曲：八木沼悟志・齋藤真也
「fripSide PC game compilation vol.1」に収録されていた「trust in you」のセルフカバー。
6. with a smile [4:53]
作詞：阿部寿世・八木沼悟志
作曲：八木沼悟志
編曲：八木沼悟志・齋藤真也
ボーカル：阿部寿世
阿部寿世ソロ曲。初の作詞も担当している。
7. Your Way [3:40]
作詞：八木沼悟志
作曲：齋藤真也
編曲：八木沼悟志・齋藤真也
8. Distance [4:15]
作詞・作曲：八木沼悟志
編曲：八木沼悟志・齋藤真也
ボーカル：上杉真央
上杉真央ソロ曲。
9. Reach for the light [4:31]
作詞：上杉真央・八木沼悟志
作曲：八木沼悟志
編曲：八木沼悟志・齋藤真也
ボーカル：上杉真央
上杉真央ソロ曲。初の作詞も担当している。
10. Forget-me-not [4:43]
作詞：八木沼悟志
作曲：齋藤真也
編曲：八木沼悟志・齋藤真也
11. an Effect of Fate [5:42]
作詞・作曲：八木沼悟志
編曲：八木沼悟志・齋藤真也
12. New World [4:24]
作詞：八木沼悟志
作曲：齋藤真也
編曲：八木沼悟志・齋藤真也
13. Shape of Delight [4:39]
作詞・作曲：八木沼悟志
編曲：八木沼悟志・齋藤真也

## 参加ミュージシャン

### CD
fripSide
- 阿部寿世：Vocal
- 上杉真央：Vocal
- 八木沼悟志：Keyboard、Synthesizer & Chorus

Additional Musician
- a2c：Guitar (#2,4,9,13)
- 城石真臣：Guitar (#1,3,5,7,8,10,11,12)
- 井上裕治：Guitar (#6)
- 齋藤真也：keyboards＆programming＆arrangement

## タイアップ
- TVアニメ『魔法使い黎明期』オープニングテーマ (#2)